# Vladislav (Třebíč)
Vladislav é uma comuna checa localizada na região de Vysočina, distrito de Třebíč.